# コトダマ
「コトダマ」は、ALI PROJECTの楽曲。宝野アリカが作詞、片倉三起也が作曲を手掛けた。ALI PROJECTの21枚目のシングルとして2008年1月23日にMellowHeadから発売された。

## 解説
ALI PROJECTにとって、アルバム・シングル含め2008年で最初にリリースするCDとなる。前作「跪いて足をお嘗め」から約7ヶ月ぶりのリリース。これは、前々作の『暗黒天国』から『跪いて足をお嘗め』のリリース間隔とでは比較的長い。
ディスクは黒い背景にびっしりと歌詞が刻まれたデザインとなっている。
1トラック目に収録されている表題曲「コトダマ」は、テレビアニメ『シゴフミ』のオープニングテーマになっている。なお、『シゴフミ』はその表題を含め、各話のサブタイトルも漢字表記が存在する単語も含めてカタカナ表記となっているが、本シングル収録楽曲も全曲カタカナによる楽曲名となっている。
ジャケットには赤い和服を纏った宝野アリカが写っており、腕には梵字を想起させる文字が書かれている。
表題曲「コトダマ」では、次作「わが﨟たし悪の華」と同様にレオポルド・ゴドフスキー作曲の「ピアノ・ソナタ ホ短調 第1楽章」の旋律がサビラストに引用されている。また、ベドルジハ・スメタナの『チェコ舞曲集 No. 5 in G Minor, The Little Onion』がAメロに引用されている。イントロ、2番~3番の間奏にBIG FISH AUDIO社のループ音源『SYMPHONIC MANOEUVRES』より「Freedom Fighter」が利用されている。
カップリングの「コヒブミ」では、イントロにDiscovery Soundのソフト音源『8 Bit Family 2』より「B-01_mix_bpm_90_C」が利用されている。その他、2番~3番の間奏には「A-01_mix_bpm_80_C#」が、アウトロには「A-02_mix_bpm_80_C」が利用されている。
また、間奏にSample Magicのソフト音源『Sunset Sessions』より「chl_pno_90_cont_Dm7Am9」が利用されている。その他、イントロには「chl_pno_80_chords_Dma」が、Aメロには「chl_glitch_80_seq1_D」が、Bメロには「chl_pno_90_airy_Dm9」が、Cメロには「chl_mus_90_lovethekeys_FEb」が、アウトロには「chl_pno_80_arp_Dm9」が利用されている。

## 収録曲
| 全作詞: 宝野アリカ、全作曲・編曲: 片倉三起也。 |                              |            |            |      |
| #                                              | タイトル                     | 作詞       | 作曲・編曲 | 時間 |
| 1.                                             | 「コトダマ」                 | 宝野アリカ | 片倉三起也 | 4:22 |
| 2.                                             | 「コヒブミ」                 | 宝野アリカ | 片倉三起也 | 4:20 |
| 3.                                             | 「コトダマ（instrumental）」 | 宝野アリカ | 片倉三起也 |      |
| 4.                                             | 「コヒブミ（instrumental）」 | 宝野アリカ | 片倉三起也 |      |
| 合計時間:                                      | 合計時間:                    | 17:39      |            |      |

## 収録アルバム
| 曲名     | 収録アルバム          | 発売日        | 備考                |
| -------- | --------------------- | ------------- | ------------------- |
| コトダマ | 『La Vita Romantica』 | 2010年1月13日 | 6thベスト・アルバム |
| コヒブミ | 『La Vita Romantica』 | 2010年1月13日 | 6thベスト・アルバム |